# Mindre elenia
Mindre elenia (Elaenia chiriquensis) är en fågel i familjen tyranner inom ordningen tättingar.

## Utseende och läte
Mindre elenia är en rät tliten tyrann med anspråkslös fjäderdräkt. Liksom många andra elenior och tyranner är den olivbrun ovan, ljusgrå på strupen och ljusgul på buken, med vitaktiga vingband på vingarna. Denna art uppvisar endast en liten huvudtofs och har i övrigt få ansiktsteckningar. Mest arttypiskt är lätet, ett enkelt och ljust "pseew", ibland klart, ibland strävt. Även en hård, stammande sång kan höras, varierande från ett kort "chi-bur" till en längre serie med toner.

## Utbredning och systematik
Mindre elenia delas in i två underarter:
- Elaenia chiriquensis chiriquensis - förekommer från nordvästra Costa Rica till Panama, Coiba, Cébaco och Pärlöarna
- Elaenia chiriquensis albivertex - förekommer från Colombia till Guyana, Brasilien, norra Argentina och Trinidad

Tidigare behandlades ecuadorelenia (E. brachyptera) som en underart till mindre elenia.

## Levnadssätt
Mindre elenia hittas vanligen i mer öppna miljöer som skogsbryn och ungskog. Den ses enstaka eller i par, ibland som en del av kringvandrande artblandade flockar.

## Status
Arten har ett stort utbredningsområde och beståndet anses vara stabilt. Internationella naturvårdsunionen IUCN listar den därför som livskraftig (LC). Beståndet uppskattas till i storleksordningen fem till 50 miljoner vuxna individer.

## Namn
Elenia är en försvenskning av det vetenskapliga släktesnamnet Elaenia, som i sin tur kommer från grekiskans elaineos, "från olivolja", det vill säga olivfärgad. Det vetenskapliga namnet chiriquensis syftar på Chiriquí, en flod och en provins i Panama.